# Brian McClair
Brian John McClair (Airdrie, 8 dicembre 1963) è un dirigente sportivo ed ex calciatore scozzese, di ruolo attaccante.
Ha militato per gran parte della sua carriera nel Manchester United, vestendo la maglia dei Red devils per 11 anni. Ha anche giocato in club scozzesi come Celtic e Motherwell.

## Carriera
Cominciò la sua carriera da giovanissimo nelle file dell'Aston Villa, dove però restò solo 12 mesi, infatti nel 1981 decise di trasferirsi nel Motherwell, in Scozia. Qui Brian abbinò il calcio ai suoi studi, riuscendo a laurearsi in matematica. Nel giugno del 1983 firmò un contratto con il Celtic, che lo pagò 75.000 £. Al Celtic vinse la Scottish Cup nel 1985 ed il campionato nel 1986, mentre il 1987 fu l'anno della sua consacrazione, dove venne nominato giocatore dell'anno in Scozia. Le sue 99 reti in 145 gare catturarono l'interesse di Alex Ferguson, manager del Manchester United, che lo acquistò nell'estate del 1987 per 850.000 £.
Brian ebbe un immediato successo all'Old Trafford, dove si affermò subito come grande realizzatore. McClair realizzò nella sua prima stagione ben 24 reti, diventando il primo giocatore dopo George Best a segnare più di 20 goal in campionato con la maglia dei Red devils. Brian compose insieme a Mark Hughes una grande coppia d'attacco, che garantì diversi successi al Manchester United nei primi anni novanta. Tra i suoi goal memorabili si ricordano quello segnato contro il Nottingham Forest, in finale di League Cup nel 1992, e quello che contribuì alla vittoria per 4-0 contro il Chelsea nel 1994 in finale di FA Cup.
Con l'arrivo in squadra di Éric Cantona, Brian arretrò la propria posizione in campo, iniziando a ricoprire il ruolo di centrocampista offensivo e spesso anche di trequartista. L'arrivo di Andy Cole nel gennaio del 1995 gli tolse spazio e trascorse due stagioni più in panchina che in campo, sotto la guida di Alex Ferguson.
Lasciò il Manchester United durante la stagione 1997-1998, per ritornare in Scozia al Motherwell, dove pochi mesi dopo chiuse la sua carriera calcistica. Il suo palmarès vanta quattro titoli: tre FA Cup, una Coppa delle Coppe e una League Cup.
Pochi mesi dopo aver abbandonato l'attività agonistica, fece l'allenatore al Blackburn, al fianco di un'altra vecchia conoscenza del Manchester United, Brian Kidd. Non ebbe però fortuna ai Rovers e decise di tornare all'Old Trafford, dove fece il manager della squadra riserve. A partire dalla stagione 2006/2007 Brian guida le giovanili dello United.

## Statistiche

### Cronologia presenze e reti in nazionale
| Cronologia completa delle presenze e delle reti in nazionale ― Scozia | Cronologia completa delle presenze e delle reti in nazionale ― Scozia | Cronologia completa delle presenze e delle reti in nazionale ― Scozia | Cronologia completa delle presenze e delle reti in nazionale ― Scozia | Cronologia completa delle presenze e delle reti in nazionale ― Scozia | Cronologia completa delle presenze e delle reti in nazionale ― Scozia | Cronologia completa delle presenze e delle reti in nazionale ― Scozia | Cronologia completa delle presenze e delle reti in nazionale ― Scozia |
| Data                                                                  | Città                                                                 | In casa                                                               | Risultato                                                             | Ospiti                                                                | Competizione                                                          | Reti                                                                  | Note                                                                  |
| --------------------------------------------------------------------- | --------------------------------------------------------------------- | --------------------------------------------------------------------- | --------------------------------------------------------------------- | --------------------------------------------------------------------- | --------------------------------------------------------------------- | --------------------------------------------------------------------- | --------------------------------------------------------------------- |
| 12-11-1986                                                            | Glasgow                                                               | Scozia                                                                | 3 – 0                                                                 | Lussemburgo                                                           | Qual. Euro 1988                                                       | -                                                                     |                                                                       |
| 18-2-1987                                                             | Glasgow                                                               | Scozia                                                                | 0 – 1                                                                 | Irlanda                                                               | Qual. Euro 1988                                                       | -                                                                     |                                                                       |
| 23-5-1987                                                             | Glasgow                                                               | Scozia                                                                | 0 – 0                                                                 | Inghilterra                                                           | Amichevole                                                            | -                                                                     | 58’                                                                   |
| 26-5-1987                                                             | Glasgow                                                               | Scozia                                                                | 0 – 2                                                                 | Brasile                                                               | Amichevole                                                            | -                                                                     | 58’                                                                   |
| 11-11-1987                                                            | Sofia                                                                 | Bulgaria                                                              | 0 – 1                                                                 | Scozia                                                                | Qual. Euro 1988                                                       | -                                                                     |                                                                       |
| 22-3-1988                                                             | Ta' Qali                                                              | Malta                                                                 | 1 – 1                                                                 | Scozia                                                                | Amichevole                                                            | -                                                                     | 51’                                                                   |
| 27-4-1988                                                             | Madrid                                                                | Spagna                                                                | 0 – 0                                                                 | Scozia                                                                | Amichevole                                                            | -                                                                     | 68’                                                                   |
| 14-9-1988                                                             | Oslo                                                                  | Norvegia                                                              | 1 – 2                                                                 | Scozia                                                                | Qual. Mondiali 1990                                                   | -                                                                     |                                                                       |
| 19-10-1988                                                            | Glasgow                                                               | Scozia                                                                | 1 – 1                                                                 | Jugoslavia                                                            | Qual. Mondiali 1990                                                   | -                                                                     |                                                                       |
| 22-12-1988                                                            | Perugia                                                               | Italia                                                                | 2 – 0                                                                 | Scozia                                                                | Amichevole                                                            | -                                                                     | 56’                                                                   |
| 8-2-1989                                                              | Limassol                                                              | Cipro                                                                 | 2 – 3                                                                 | Scozia                                                                | Qual. Mondiali 1990                                                   | -                                                                     |                                                                       |
| 8-3-1989                                                              | Glasgow                                                               | Scozia                                                                | 2 – 0                                                                 | Francia                                                               | Qual. Mondiali 1990                                                   | -                                                                     | 69’                                                                   |
| 15-11-1989                                                            | Glasgow                                                               | Scozia                                                                | 1 – 1                                                                 | Norvegia                                                              | Qual. Mondiali 1990                                                   | -                                                                     | 73’                                                                   |
| 28-3-1990                                                             | Glasgow                                                               | Scozia                                                                | 1 – 0                                                                 | Argentina                                                             | Amichevole                                                            | -                                                                     | 74’                                                                   |
| 14-11-1990                                                            | Sofia                                                                 | Bulgaria                                                              | 1 – 1                                                                 | Scozia                                                                | Qual. Euro 1992                                                       | -                                                                     |                                                                       |
| 27-3-1991                                                             | Glasgow                                                               | Scozia                                                                | 1 – 1                                                                 | Bulgaria                                                              | Qual. Euro 1992                                                       | -                                                                     |                                                                       |
| 1-5-1991                                                              | Serravalle                                                            | San Marino                                                            | 1 – 1                                                                 | Scozia                                                                | Qual. Euro 1992                                                       | -                                                                     | 59’                                                                   |
| 11-9-1991                                                             | Berna                                                                 | Svizzera                                                              | 2 – 2                                                                 | Scozia                                                                | Qual. Euro 1992                                                       | -                                                                     | 69’                                                                   |
| 16-10-1991                                                            | Bucarest                                                              | Romania                                                               | 1 – 0                                                                 | Scozia                                                                | Qual. Euro 1992                                                       | -                                                                     |                                                                       |
| 19-2-1992                                                             | Glasgow                                                               | Scozia                                                                | 1 – 0                                                                 | Irlanda del Nord                                                      | Amichevole                                                            | -                                                                     | 66’                                                                   |
| 17-5-1992                                                             | Denver                                                                | Stati Uniti                                                           | 0 – 1                                                                 | Scozia                                                                | Amichevole                                                            | -                                                                     |                                                                       |
| 20-5-1992                                                             | Toronto                                                               | Canada                                                                | 1 – 3                                                                 | Scozia                                                                | Amichevole                                                            | -                                                                     | 55’                                                                   |
| 3-6-1992                                                              | Oslo                                                                  | Norvegia                                                              | 0 – 0                                                                 | Scozia                                                                | Amichevole                                                            | -                                                                     | 46’                                                                   |
| 12-6-1992                                                             | Göteborg                                                              | Paesi Bassi                                                           | 1 – 0                                                                 | Scozia                                                                | Euro 1992 - 1º turno                                                  | -                                                                     | 79’                                                                   |
| 15-6-1992                                                             | Norrköping                                                            | Germania                                                              | 2 – 0                                                                 | Scozia                                                                | Euro 1992 - 1º turno                                                  | -                                                                     |                                                                       |
| 18-6-1992                                                             | Norrköping                                                            | Scozia                                                                | 3 – 0                                                                 | Comunità degli Stati Indipendenti                                     | Euro 1992 - 1º turno                                                  | 1                                                                     |                                                                       |
| 9-9-1992                                                              | Berna                                                                 | Svizzera                                                              | 3 – 1                                                                 | Scozia                                                                | Qual. Mondiali 1994                                                   | -                                                                     | 57’                                                                   |
| 14-10-1992                                                            | Glasgow                                                               | Scozia                                                                | 0 – 0                                                                 | Portogallo                                                            | Qual. Mondiali 1994                                                   | -                                                                     | 35’                                                                   |
| 19-5-1993                                                             | Tallinn                                                               | Estonia                                                               | 0 – 3                                                                 | Scozia                                                                | Qual. Mondiali 1994                                                   | -                                                                     | cap.                                                                  |
| 2-6-1993                                                              | Aberdeen                                                              | Scozia                                                                | 3 – 1                                                                 | Estonia                                                               | Qual. Mondiali 1994                                                   | 1                                                                     |                                                                       |
| Totale                                                                |                                                                       | Presenze                                                              | 30                                                                    |                                                                       | Reti                                                                  | 2                                                                     |                                                                       |

## Palmarès

### Club

#### Competizioni nazionali
- Campionato inglese: 5

Aston Villa: 1980–1981
Manchester United: 1992-1993, 1993-1994, 1995-1996, 1996-1997
- Coppa d'Inghilterra: 3

Manchester United: 1989-1990, 1993-1994, 1995-1996
- Charity Shield: 5

Manchester United: 1990, 1993, 1994, 1996, 1997
- Coppa di Lega inglese: 1

Manchester United: 1991-1992
- Coppa di Scozia: 1

Celtic: 1984-1985
- Campionato scozzese: 1

Celtic:1985-1986

#### Competizioni internazionali
- Coppa delle Coppe: 1

Manchester United: 1990-1991
- Supercoppa UEFA: 1

Manchester United: 1991

### Individuale
- Giocatore dell'anno della SFWA: 1

1987
- Giocatore dell'anno della SPFA: 1

1987
- Capocannoniere della Coppa di Lega inglese: 1

1987-1988 (5 gol)